# Antonio Surian
Antonio Surian (Venezia, 1451 – Venezia, 19 maggio 1508) è stato un patriarca cattolico italiano.

## Biografia
Diciottenne, entrò nell'Ordine Certosino presso la Certosa di Vigodarzere, della quale divenne priore nel 1484. Tra il 1497 e il 1500 presiedette anche il cenobio di Padova.
Nel novembre (gli storici sono discordi sul giorno) del 1504 venne eletto dal Senato veneziano patriarca di Venezia; fece l'ingresso solenne nella basilica di San Pietro di Castello il 2 febbraio del 1505.
Morì il 19 maggio del 1508 e venne sepolto nella chiesa della Certosa di Venezia.

## Genealogia episcopale
La genealogia episcopale è
- Arcivescovo Francesco Quirini
- Patriarca Antonio Surian